# Liu Zige
Liu Zige (31 de març de 1989 a Benxi, Província de Liaoning) és una nedadora xinesa especialitzada en papallona.
Va guanyar la medalla d'or en els 200 metres papallona als Jocs Olímpics de Pequín 2008, batent a més el rècord mundial amb un temps de 2:04,18. La medalla de plata va ser per al seu compatriota Jiao Liuyang amb 2.04,72 i la de bronze per a l'australiana Jessicah Schipper, que partia com a gran favorita, amb 2:06,26. Va repetir triomf al Campionat del Món de Barcelona 2013.